# Малый Созим (приток Волосницы)
Малый Созим — река в России, протекает в Верхнекамском районе Кировской области. Устье реки находится в 25 км по левому берегу реки Волосницы. Длина реки составляет 18 км.
Исток реки на юго-западных окраинах посёлка Рудничный среди фосфоритных карьеров. Река течёт на юг параллельно ж/д Яр — Верхнекамская чуть западнее неё; перед устьем поворачивает на восток. В среднем течении протекает посёлок Старцево. Впадает в Волосницу в 4 км к северо-востоку от упразднённого в 2013 году посёлка Фосфоритная.

## Данные водного реестра
По данным государственного водного реестра России относится к Камскому бассейновому округу, водохозяйственный участок реки — Кама от истока до водомерного поста у села Бондюг, речной подбассейн реки — бассейны притоков Камы до впадения Белой. Речной бассейн реки — Кама.
По данным геоинформационной системы водохозяйственного районирования территории РФ, подготовленной Федеральным агентством водных ресурсов:
- Код водного объекта в государственном водном реестре — 10010100112111100000818
- Код по гидрологической изученности (ГИ) — 111100081
- Код бассейна — 10.01.01.001
- Номер тома по ГИ — 11
- Выпуск по ГИ — 1